# آنا إدنغر
آنا إدنغر (الاسم قبل الزواج غولدشميت؛ 17 مايو 1863 -21 ديسمبر 1929) ناشطة اجتماعية ألمانية، وناشطة في مجال حقوق المرأة، وناشطة سلام. حصلت على ميراث كبير في عام 1906 وأصبحت، بالإضافة إلى حملتها الخاصة، ذات أهمية كونها محسنة لمعهد طب الأعصاب الذي أنشأه زوجها، وبعد بضع سنوات دُمج في جامعة فرانكفورت المنشأة حديثًا.

## حياة
حقوق المرأة والعمل في مجال الرعاية الاجتماعية
لا تذكر المصادر كثيرًا دور إدنغر كأم لأن العائلات الثرية فوضت تربية الأطفال لكبار الخدم. بعد ولادة طفلها الأكبر في عام 1888، يبدو أن الجمع بين الزواج والأمومة قد فتح الطريق بسرعة لمهنة عامة متزايدة تركز على الرعاية الاجتماعية وحقوق المرأة، والتي سرعان ما امتدت إلى ما هو أبعد من المشاركة الاجتماعية والسياسية التقليدية في الرعاية الاجتماعية في المجتمعات اليهودية المحرومة. كان هناك اهتمام خاص بوصول المرأة إلى التعليم العالي. كانت بالفعل عضوًا في (جمعية المرأة الإسرائيلية)، وفي عام 1888 انضمت إلى (جمعية تعليم المرأة). في عام 1892، تعاونت مع هيلا فليش لتأسيس جمعية فرانكفورت للرعاية المنزلية، من أجل تقديم المساعدة للأسر ذات الدخل المنخفض المحتاجة، وعلى وجه الخصوص، لتمويل الرعاية المنزلية لربات البيوت المحبوسات في منازلهن بسبب الولادة أو المرض.
في عام 1895 شاركت في تأسيس مجموعة محلية في فرانكفورت للجمعية العامة للمرأة الألمانية التي نشأت في لايبزيغ في وقت سابق من العام نفسه. بصفتها عضوًا في اللجنة التنفيذية لمجموعة فرانكفورت، برزت على الفور، إلى جانب وريثة التبغ ماري بفونغست، بسبب طموحاتها في الجمعية. شاركت كل من إدنغر وبفونغست وزميلتهما عضو اللجنة التنفيذية، ابنة عم إدنغر، برتا بابنهيم، في المجلس الوطني للجمعية العامة للمرأة الألمانية التي عقدت في أيزناخ في عام 1901. انشغلت بشكل خاص بالويلات التي سببها مرض السل، وهو أحد الأسباب الأكثر شيوعًا لوفيات الأطفال خلال تسعينيات القرن التاسع عشر. في عام 1895 أيضًا، نشرت إدنغر مقالًا رائدًا في مجلة الأخبار النسائية الشهرية ذا وومن حول موضوع الرعاية المنزلية للفقراء. اتضح أنه إطلاق لمشروع مهم خلق سابقة للبلدات والمدن الأخرى في جميع أنحاء ألمانيا. حرص مقدمو الرعاية المدربون بعناية على رعاية الأسر الفقيرة إذا مرضت امرأة المنزل. بهذه الطريقة، أنشأت إدنغر ونفذت استراتيجية تحررية مزدوجة دعمت كلًا من مقدمي ومتلقي الرعاية المنزلية الطارئة. أعيد أحيانًا تقييم الافتراضات القديمة «للتمييز الطبيعي» بين أدوار الجنسين. كان لا بد من إعادة تقييم جوانب «رعاية الأمومة» وما يرتبط بها الآن من حيث «المسؤوليات المنزلية» استجابة للتقدم السريع في التصنيع والتحضر الذي كان سمة من سمات ذلك الوقت. كان هناك شعور بأن عمل المرأة غير مدفوع الأجر وعمل المرأة الذي نادرًا ما يكون مدفوع الأجر أو بأدنى حد ممكن يمكن أن يصبح فرعًا مهنيًا من العمل. شملت منظمات الرعاية الاجتماعية المحلية الأخرى التي تولت فيها إدنغر دورًا قياديًا أو تنسيقيًا خلال تسعينيات القرن التاسع عشر، رابطة المدينة لجمعيات إغاثة الفقراء والأعمال الخيرية المخصصة لرعاية الفقراء والأنشطة الخيرية في منطقة فرانكفورت ومعهد فيلهلم ميرتون للصالح العام، التي كانت عضوًا مؤسسًا فيه. خلال هذه الفترة، كانت إدنغر من بين الأوائل الذين قدموا نهجًا أكثر احترافية وتنظيمًا لمختلف المنظمات الخيرية التي أنشأها ويديرها القطاع الخاص والتي ظهرت في ذلك الوقت. في عام 1900 كانت من بين مؤسسي حمام نيدراد الخفيف والهوائي، وهو امتداد من الحدائق الخضراء على طول الضفة الجنوبية لنهر ماين الذي أسسته على نفقتها الخاصة في فرانكفورت زاكسينهاوزن كعلاج وقائي ضد مرض السل، في البداية.